# А льон цвіте
«А льон цвіте» — українська пісня на слова Василя Юхимовича. Автор музики Іван Сльота (1980)
Відома у виконанні Поліського ансамблю пісні і танцю «Льонок», тріо бандуристок «Дніпрянка», тріо Майї Голенко. Пісня виконувалася у штаб-квартирі ООН, під час зустрічі югославського лідера Йосипа Броз Тіто з вищим партійним керівництвом СРСР.
Пісня включена до збірника українських народних пісень.

Де льони-довгуни вилягали
І гордо вставали,
Рахували сини,
Скільки літ їм зозулі кували.
Приспів:
А льон цвіте синьо-синьо,
А мати жде додому сина.
Голубіли льони
Та здригнулось від грому Полісся,
По дорогах війни
Синьоокі сини розійшлися.
Приспів.
Почорніли льони,
Не здавались в полон золотими,
Полягали сини
І вставали із пломеню-диму.
Приспів.
Знов розквітли льони
У Поліськім краю голубому.
Повертались сини,
Як герої до рідного дому.
Приспів. (2)